# Syllis prolixa
Syllis prolixa är en ringmaskart som beskrevs av Ehlers 1901. Syllis prolixa ingår i släktet Syllis och familjen Syllidae. Inga underarter finns listade i Catalogue of Life.